# Janez Maria Pisckhon
Janez Maria Pisckhon, ljubljanski župan v 17. stoletju. 
Pisckhon (Piškon) je bil ljubljanski svetnik, višji mestni blagajnik, sodnik in župan od 1663 do sredine leta 1666. Ljubljanski župan je bil še od julija 1670 do konca avgusta 1672.